# Bezirk Carnikava
Der Bezirk Carnikava (Carnikavas novads) war ein Bezirk am Golf von Riga in Lettland in der historischen Landschaft Vidzeme. Das Verwaltungszentrum war Carnikava. Seit 2021 gehört das Gebiet zum Bezirk Ādaži.

## Geographie
Der Bezirk lag direkt am Rigaischen Meerbusen zwischen der Mündung der Gauja und dem Kisch-See. Außerdem durchquert die Bahnstrecke Zemitāni–Skulte das Gebiet auf ganzer Länge.

## Bevölkerung
Der Bezirk bestand aus nur aus einer Gemeinde (pagasts), die am 21. März 2006 aus den sechs Ortschaften Carnikava, Kalngale, Garciems, Garupe, Gauja und Lilaste gebildet wurde. Aufgrund der Nähe zur Hauptstadt Riga entstanden im Bezirk Carnikava mehrere Neubaugebiete. Infolgedessen stieg die Einwohnerzahl. 8934 Einwohner lebten 2020 im Bezirk Carnikava.